# مقاطعة مونتغومري (جورجيا)
مقاطعة مونتغومري (بالإنجليزية: Montgomery County)‏ هي إحدى المقاطعات في ولاية جورجيا في الولايات المتحدة الأمريكية.